# 京極朗徹
京極 朗徹（きょうごく あきゆき）は、讃岐国丸亀藩第7代（最後）の藩主。丸亀藩京極家9代。

## 生涯
文政11年（1828年）9月17日、5代藩主京極高中の弟・京極高教の子の京極高周（右近）の五男として丸亀城で生まれる。天保15年（1844年）2月23日に第6代藩主京極高朗の養子となり、2月25日には婿養子に迎えられた。嘉永2年（1849年）12月16日、従五位下・佐渡守に叙位・任官する。嘉永3年（1850年）3月7日、高朗が隠居したため、家督を継いだ。
財政再建のため、奢侈を戒めて倹約令を出し、産業奨励、輸入の制限、不正の厳罰化、上納米の督促、銀札の一部発行停止などを行なっている。幕末の動乱の中では尊王派として行動し、御所警備のためにたびたび出兵した。慶応4年（明治元年、1868年）の鳥羽・伏見の戦いでは、丸亀の隣藩の高松藩が朝敵に指名されると、新政府の命令で土佐藩と共に高松藩の追討にあたったが、高松藩主松平頼聰から新政府に対して赦免を嘆願してもらうように仲介を依頼され、新政府に取り次いで頼聰を赦免させている。
明治2年（1869年）2月に諸藩に先駆けて版籍奉還を願い出て、3月19日に丸亀藩知事に任じられる。その後、藩士の知行削減などの改革を行なった。明治4年（1871年）3月、諸藩に先駆けて廃藩置県を願い出て、4月10日に丸亀藩は廃藩となって丸亀県となり、朗徹は丸亀県知事に任じられた。しかし4ヵ月後の8月15日に県知事を辞職して東京へ移った。
明治15年（1882年）5月11日に死去した。享年55。甥で養子の高徳（久治郎）が跡を継いだ。
なお、明治元年10月に先代の高朗が預かっていた元江戸町奉行鳥居耀蔵が赦免された。徳川家からの赦免の文書が来ないことを理由に動かず、新政府や丸亀藩を困らせたが、東京に移住、明治6年（1873年）に没した。

## 系譜
- 父：京極高周
- 母：塚本氏
- 養父：京極高朗（1798年 - 1874年）
- 養母：酒井忠道の娘
- 正室：鉦子 - 京極高朗の七女
- 生母不明の子女
  - 長女：藤子 - 有馬頼之正室
- 養子
  - 男子：京極高徳（1858年 - 1928年） - 京極高岑の子